# Gangara
Gangara es un género de mariposas de la familia Hesperiidae.

## Descripción
Especie tipo por designación original Papilio thyrsis Fabricius, 1775.

## Diversidad
Existen cuatro especies reconocidas en el género

## Plantas hospederas
Las especies del género Gangara se alimentan de plantas de las familias Arecaceae, Musaceae, Philydraceae, Myrtaceae, Poaceae. Las plantas hospederas reportadas incluyen los géneros Calamus, Korthalsia, Arenga, Caryota, Cocos, Cyrtostachys, Elaeis, Eugeissona, Licuala, Livistona, Musa, Nypa, Philydrum, Psidium, Roystonea, Saccharum, Trachycarpus.